# Вальтер Гуертлер
Вальтер Гуертлер (італ. Walter Guertler) (2 квітня 1925 — 18 квітня 2004) — швейцарський продюсер звукозапису.

## Біографія
Вальтер Гуертлер був одним з найвідоміших італійських звукозаписувачів; незважаючи на те, що народився і помер у Швейцарії, жив і працював у Мілані. Піонер музичної індустрії в Італії, розпочав кар'єру в 40-х роках (разом зі своїм братом Ернесто). Вальтер Гуертлер володів двома студіями звукозапису «Music» i «Jolly».